# Вулиця Долгоруківська
Вулиця Долгоруківська (крим. Dolgorukov soqağı) — вулиця в Залізничному районі Сімферополя. Названа на честь російського діяча Василя Долгорукова, історична назва — Перекопська.

## Опис
Загальна довжина вулиці становить 850 м.
Пролягає від невеличкої площі на перехресті з вулицею Жуковського до другої невеличкої площі на перехресті з вулицею Павленка.
Прилучаються вулиці Желябова, Толстого та Галерейний провулок.
На вулиці знаходяться Сімферопольський художній музей, Головне управління юстиції Міністерства юстиції України в Автономній Республіці Крим (зараз зайняте окупаційним «Управлінням Міністерства юстиції»), частина Комплексу споруд садиби Арендтів-Ребець, Будівля готелю «Бристоль», Будівля Земської управи, Будинок колишнього товариства взаємного кредиту, Долгоруковський обеліск.

## Історія
Найраніші назви вулиці — «Дорога на Перекоп» та Перекопська, за напрямом на Перекоп. Сусідня вулиця Карла Маркса мала назву «Велика Перекопська дорога».
У XIX століття зустрічається це одна назва — Новособорна, оскільки вулиця вела до Олександро-Невського собору. На іншому кінці вулиці, де знаходилася межа міста, розташовувалася застава, яку ставили поперек дороги, як і на інших місцях виїзду з міста.
Вулиця забудована переважно у ХІХ столітті. З перших будівель, що сформували її вигляд, відзначимо: будинок лікаря А. Ф. Арендта (№ 14), Сімферопольський казенний винний склад (№ 38), лютеранську церкву та школу при ній (№ 16), губернську земську управу (№ 2), офіцерські збори 51-го Литовського полку (№ 35, зараз Сімферопольський художній музей), готель «Лівадія», пізніше «Бристоль» (№ 5), будинок Шнейдера (№ 17), приватну чоловічу гімназію М. А. Волошенка (№ 41).
У 1883 році, у дні святкування столітнього ювілею анексії Криму російською імперією, вже сформовану вулицю перейменували на Долгоруковську, на честь російського діяча, князя Василя Долгорукова.
На початку XX століття вулиця була однією з найкращих у місті. У 1899 році готель «Росія» був перебудований та названий «Бристоль», що став поза конкуренцією з іншими місцевими готелями: п'ятдесят розкішно оброблених витончених номерів, мармурові ванни та душі, електричне освітлення, телефон та комісіонери.
30 травня 1924 року вулицю перейменували на Карла Лібкнехта, на честь одного із засновників Комуністичної партії Німеччини Карла Лібкнехта. Наприкінці вулиці був побудований лікеро-горілчаний завод.
У 1980-х роках мешканці міста виступили на захист історичної спадщини: біля будівлі колишнього готелю «Бристоль» люди влаштували цілодобове чергування та домоглися скасовування її знесення.
У 2009 році за пропозицією «Російської громади Криму» вулиці повернули російську назву — Долгоруковська. До російської окупації 2014 року вулиця жила під подвійною назвою, на табличках були вказані обидві назви.

## Будівлі та споруди
- Будинок № 1, 3 — будинок доктора Левіна
- Будинок № 5 — готель «Бристоль»
- Будинок № 35 — будівля офіцерських зборів

## Галерея

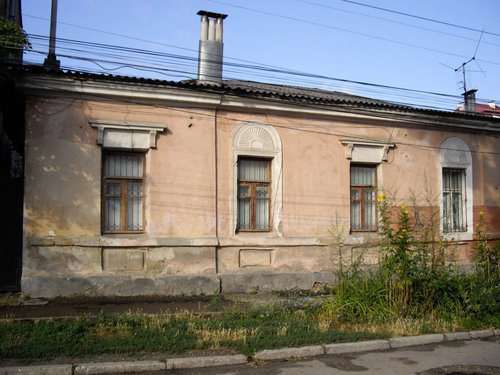
Будинок, де народився Микола Арендт (сторона на  Долгоруківській), частина Комплексу споруд садиби Арендтів-Ребець, 2009 рік
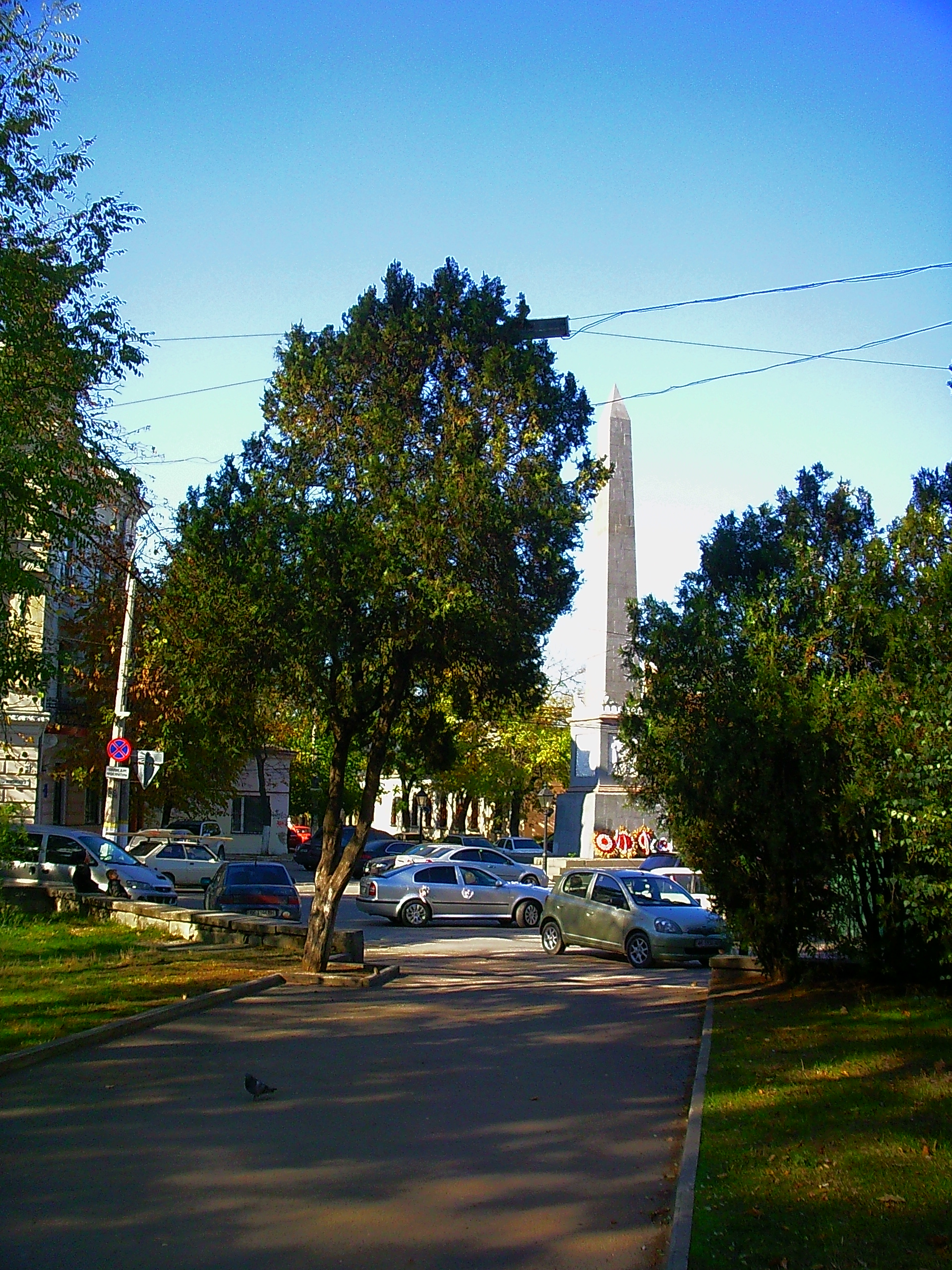
Долгоруковський обеліск, 2011 рік
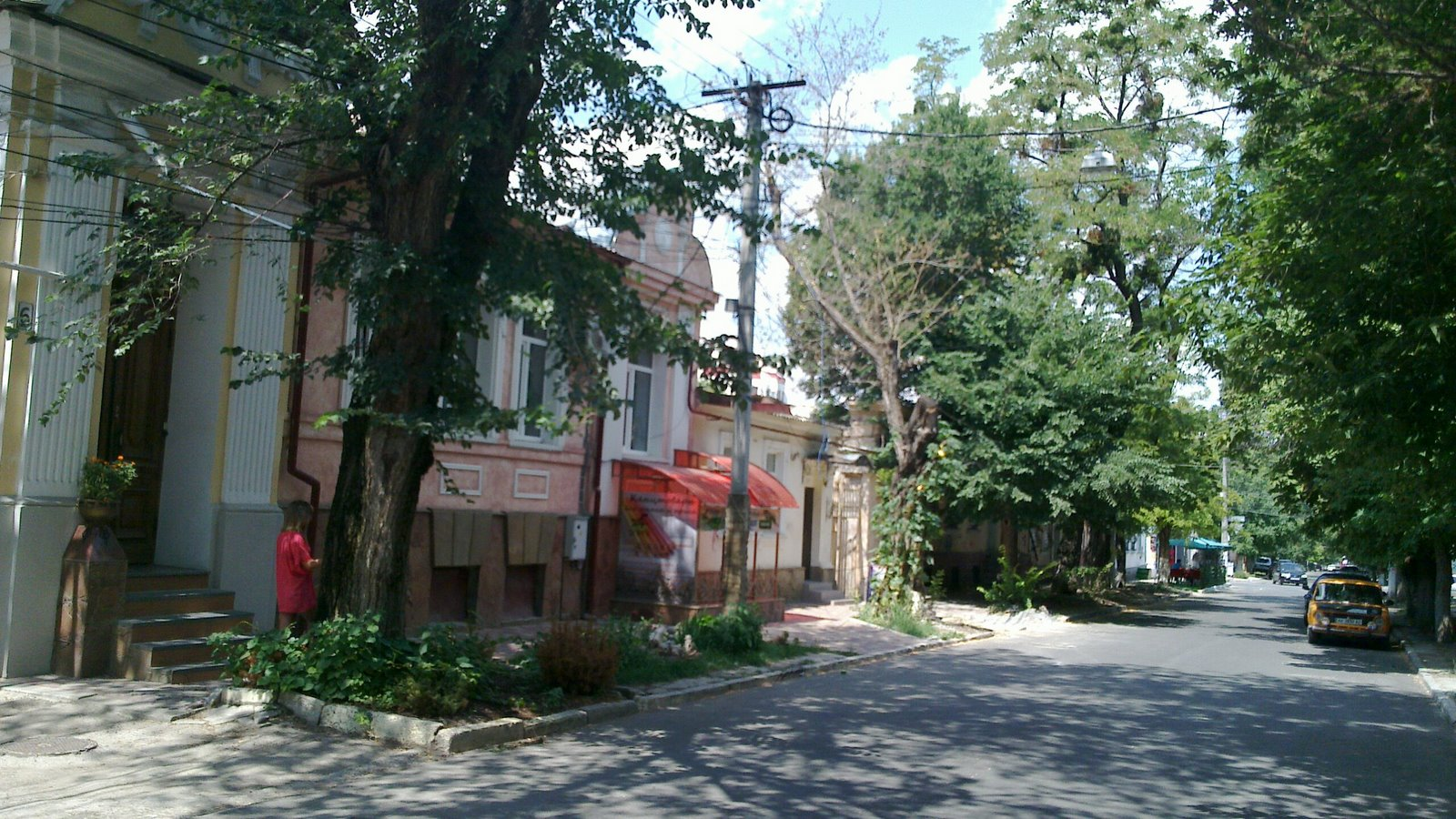
2012 рік
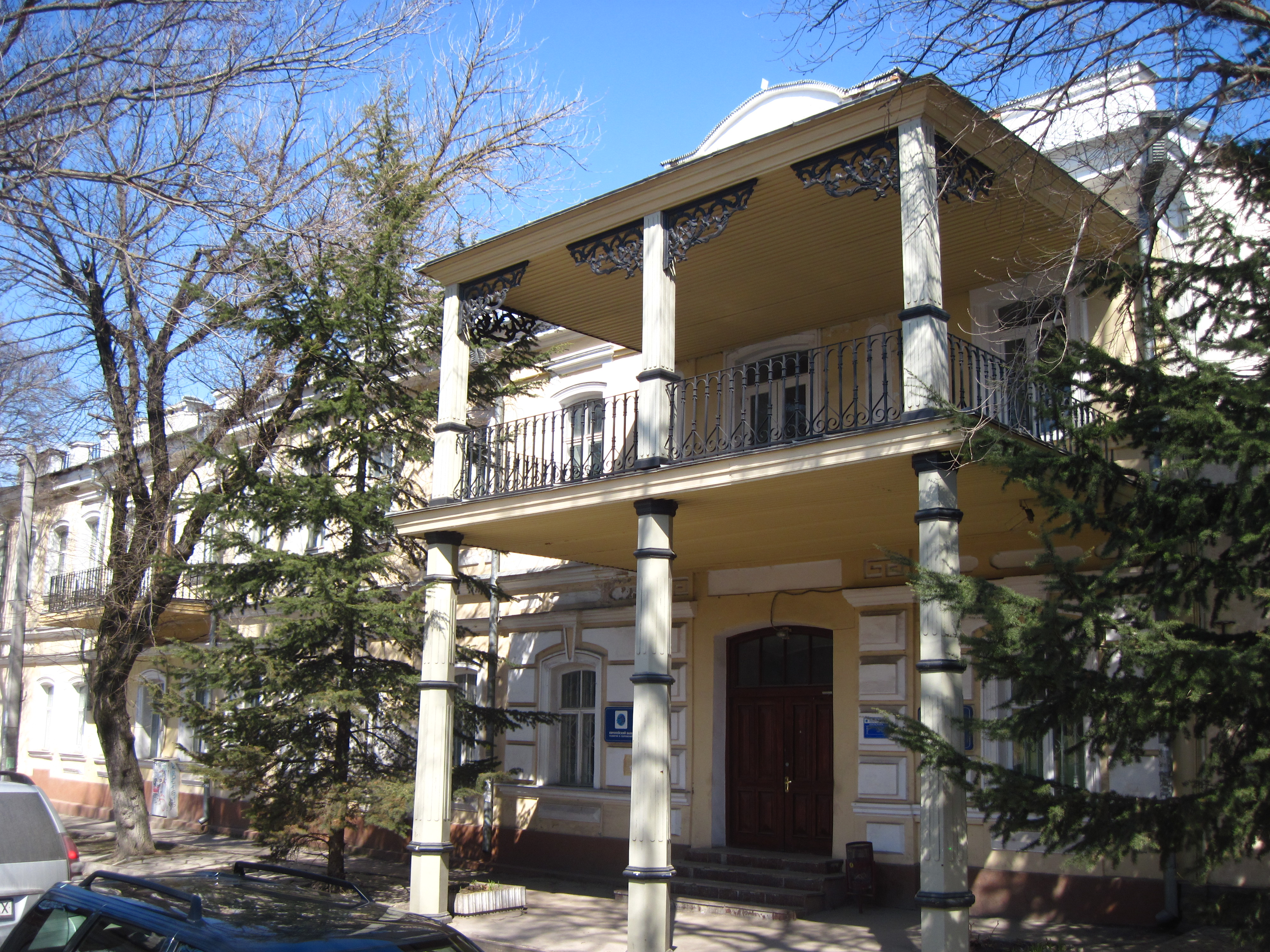
Будівля готелю «Бристоль», 2012 рік
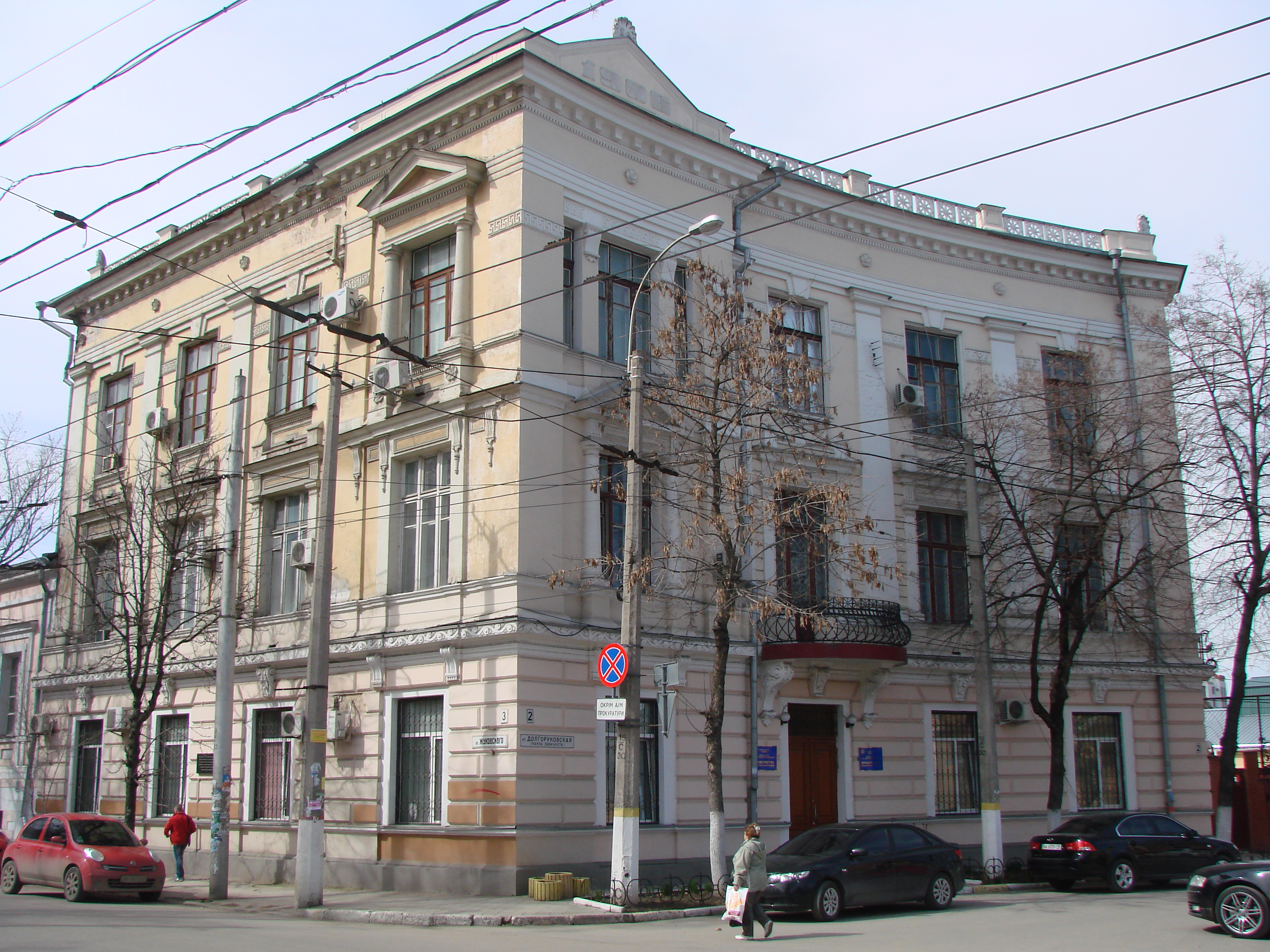
Будівля Земської управи, 2013 рік
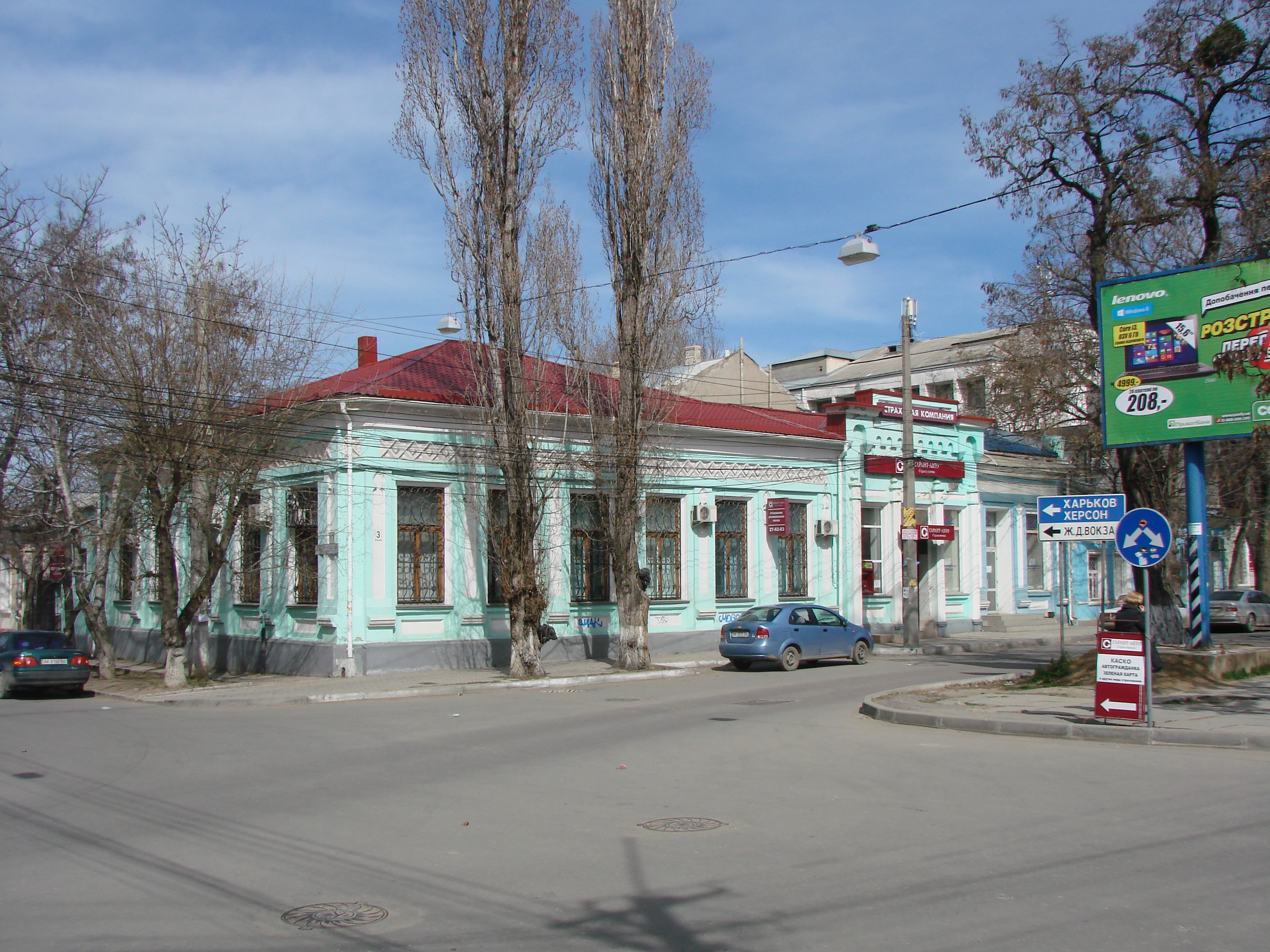
Будинок колишнього товариства взаємного кредиту, 2013 рік
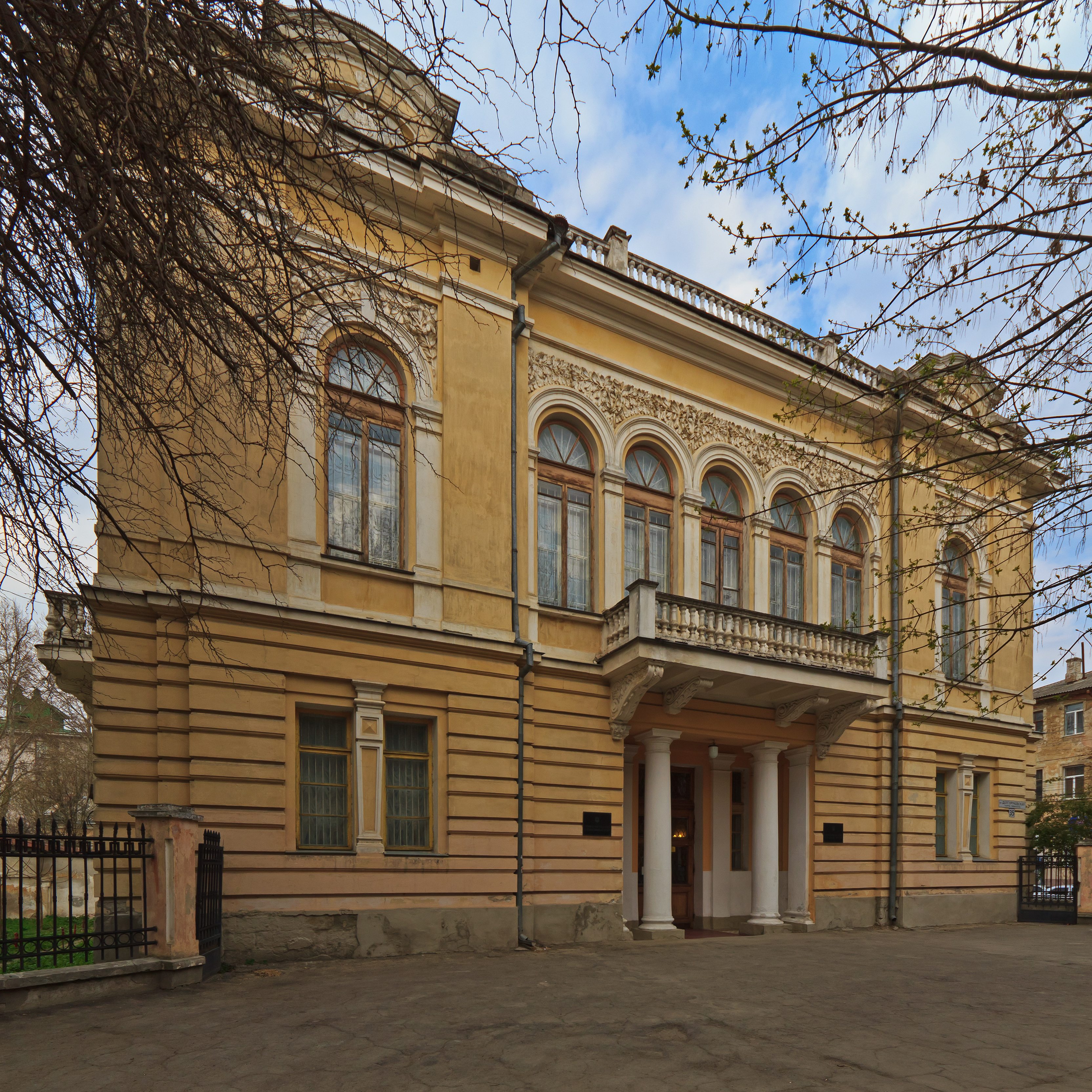
Сімферопольський художній музей, 2014 рік
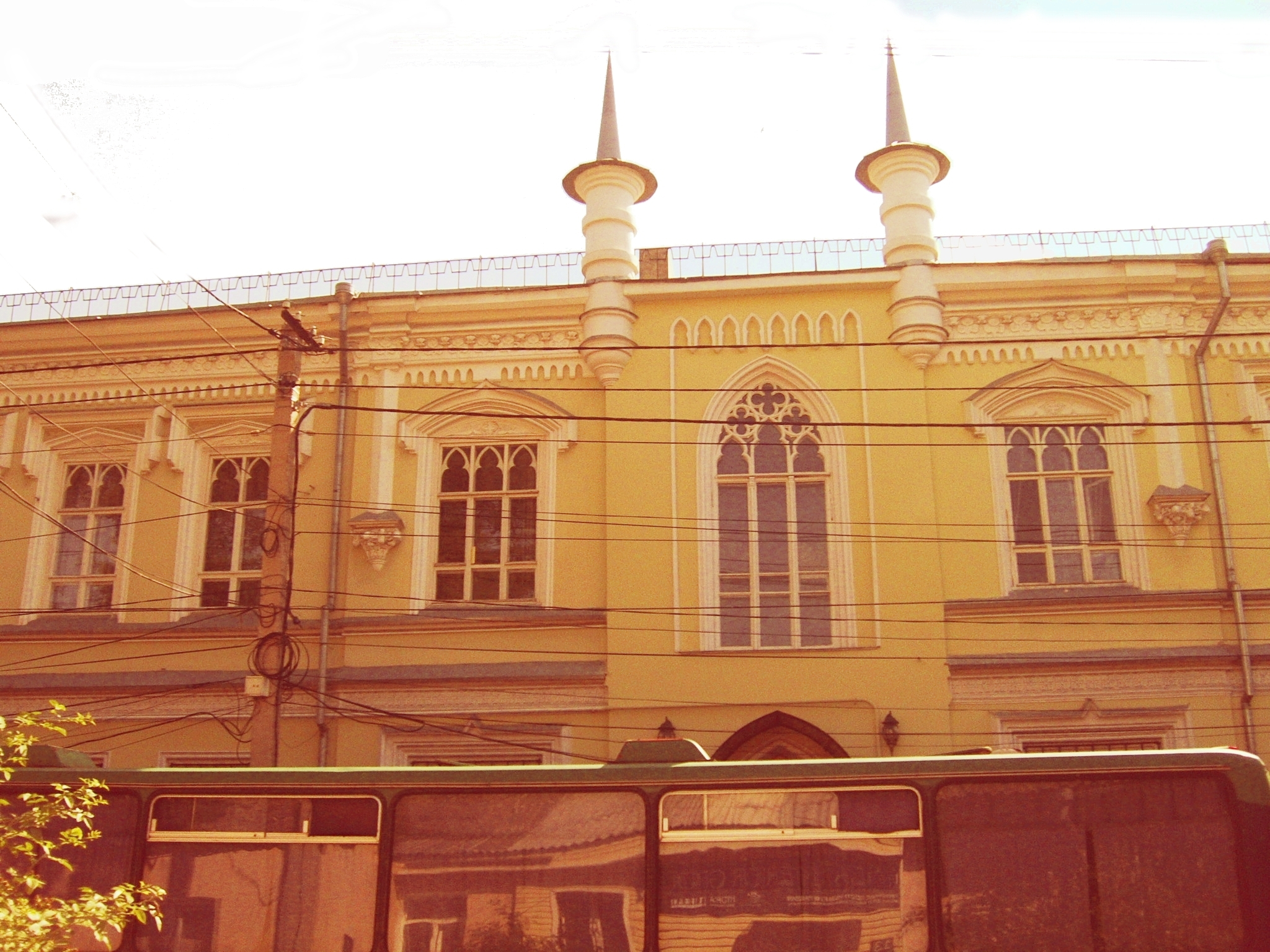
Головне управління юстиції Міністерства юстиції України в Автономній Республіці Крим, 2015 рік
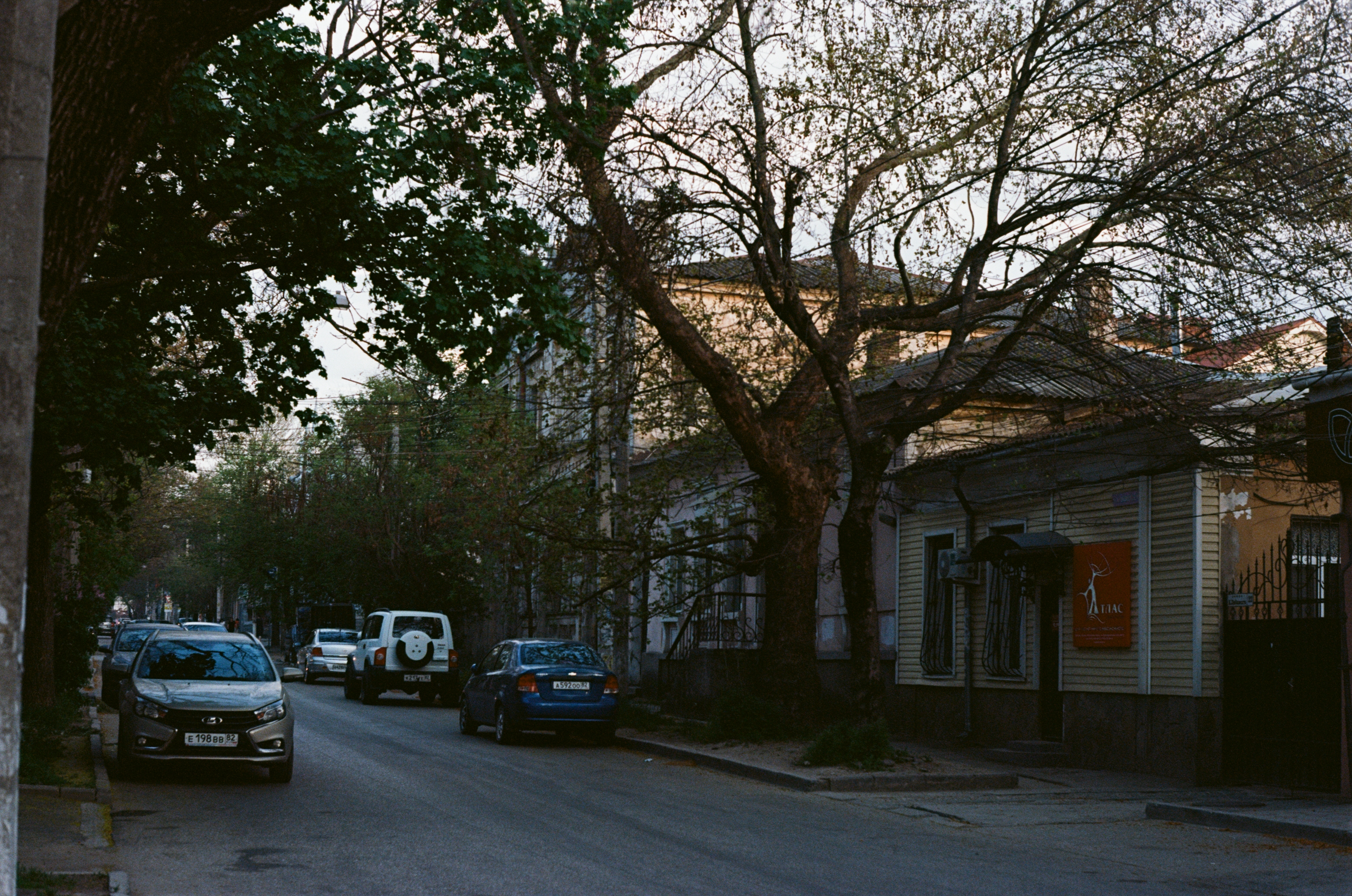
2021 рік

## Рекомендована література
- Поляков В. Е. Улицы Симферополя. — Симферополь: Таврида, 1994.
- В. А. Широков «Симферополь. Улицы и дома рассказывают: История Симферополя». — Симферополь: Таврия, 1983.— 208 с., 16 л. ил.